# Myron Boadu
Myron Boadu, né le 14 janvier 2001 à Amsterdam aux Pays-Bas, est un footballeur international néerlandais qui évolue au poste d'avant-centre à l'AS Monaco.

## Biographie

### AZ Alkmaar (2013-2021)
Né à Amsterdam aux Pays-Bas, Myron Boadu est formé par l'AZ Alkmaar, qu'il rejoint en 2013 après avoir évolué avec le club amateur du SC Buitenveldert. En 2017 il est prévu que Boadu intègre l'équipe première mais une blessure au genou le tient éloigné des terrains pendant presque toute la saison 2017-2018. Il fait finalement sa première apparition en professionnel lors de la dernière journée de cette saison-là, le 6 mai 2018 face au PEC Zwolle. Il entre en cours de partie à la place de Mats Seuntjens et son équipe s'impose largement sur le score de six buts à zéro.
Boadu joue son premier match en coupe d'Europe le 26 juillet 2018 lors de la défaite de son équipe face au FK Kaïrat Almaty, lors d'un match qualificatif pour la Ligue Europa (2-0). Il inscrit son premier but en professionnel lors de sa troisième apparition avec le groupe pro seulement, le 12 août suivant, lors de la première journée de la saison 2018-2019 face au NAC Breda. Son équipe s'impose sur le score de cinq buts à zéro lors de ce match. En septembre 2018 il se blesse gravement à la cheville et est absent durant la majeure partie de la saison. Il fait son retour à la compétition le 20 avril 2019 lors d'une rencontre de championnat perdue face au Feyenoord Rotterdam (2-1).
Le 19 juillet 2019 le jeune attaquant prolonge son contrat avec son club formateur de deux ans, soit jusqu'en juin 2023. Le 14 septembre de la même année Myron Boadu réalise son premier doublé en professionnel, lors de la rencontre de championnat face au Sparta Rotterdam, deux buts marqués sur deux passes décisives de Calvin Stengs. L'AZ s'impose sur le score de cinq buts à un ce jour-là.
Le 8 mai 2020 il est inclus dans le top 50 des meilleurs jeunes au niveau mondial par le site spécialisé de Football Talent Scout.

### AS Monaco (depuis 2021)

#### Saison 2021-2022
Le 4 août 2021, l'AS Monaco annonce l'arrivée de Myron Boadu, alors que l’OGC Nice était intéressé. Il signe un contrat courant jusqu'en juin 2026,. Il joue son premier match contre le FC Nantes en ouverture de la saison 2021-2022 en tant que titulaire, mais ne trouve pas les filets malgré une nette occasion en début de match, le score final sera de 1-1. Le 26 septembre 2021, il offre une passe décisive à Sofiane Diop pour entériner une victoire 3-1 sur le terrain du Clermont Foot. Le 21 octobre 2021, il marque son premier but en rouge et blanc sur le terrain du PSV Eindhoven lors d'une victoire 2-1 pour le compte de la 3ème journée de la phase de poules de l'Europa League. Il peine à s'imposer pour ses débuts avec l'ASM et son temps de jeu est de plus en plus réduit. Titulaire sur la pelouse du SCO d'Angers le 1er décembre 2021, il marque son premier but en Ligue 1 après avoir éliminé le gardien du SCO. Son équipe s'impose finalement par trois buts à un.
Le 3 avril 2022, il marque son deuxième but de la saison sur le terrain du FC Metz d'une tête plongeante sur un service de Caio Henrique. Lors du match suivant, il est titulaire, mais après des occasions ratées, il montre des signes de désespération, ce qui pousse son entraîneur Philippe Clément à le sortir à la 57ème minute, son remplaçant, Kevin Volland n'a alors besoin que de quelques secondes pour marquer le but de la victoire contre l'ESTAC. Le 15 avril 2022, il marque son troisième but de la saison en championnat après être entré en jeu entérinant la victoire 3-2 des Rouge et Blanc sur le terrain du Stade Rennais. Le weekend suivant, il récidive en marquant le dernier but de Monaco sur le terrain de l'AS Saint-Etienne.

#### Saison 2022-2023
Lors de la 10ème journée de Ligue 1, il marque le deuxième but de son équipe, confirmant un succès probant sur le terrain du Montpellier HSC. Lors de la 24ème journée de Ligue 1, il marque le second but de son équipe sur le terrain du Stade Brestois. Lors de cette rencontre, il joue son 50ème match sous le maillot rouge et blanc. Il marque son troisième but de la saison sur le terrain d'Angers lors d'une victoire 2-1 en terre angevine.

#### Saison 2023-2024
Lors de la troisième journée de Ligue 1, il entre en jeu sur le terrain du FC Nantes et marque du pied gauche quelques minutes plus tard, ce qui permet à son équipe d'obtenir le point du match nul (3-3 score final).

#### Prêt au FC Twente puis au VfL Bochum
Au mercato d'hiver 2023-2024, il retourne aux Pays-Bas ou il est prêté au FC Twente.
Le 9 août 2024, Myron Boadu est de nouveau prêté par Monaco, cette fois-ci au VfL Bochum pour la durée d'une saison, avec option d'achat.

### En sélection nationale

#### Avec les sélections de jeunes
Myron Boadu représente les Pays-Bas en sélection depuis les moins de 15 ans, équipe avec laquelle il fait six apparitions entre 2015 et 2016.
En 2018, Boadu joue deux matchs avec l'équipe des Pays-Bas des moins de 19 ans, pour une titularisation.
Le 11 octobre 2019, Myron Boadu joue son premier match avec l'équipe des Pays-Bas espoirs face au Portugal. Titulaire lors de cette rencontre, le jeune attaquant s'illustre en inscrivant deux buts, contribuant à la victoire de son équipe par quatre buts à deux. Boadu se met en évidence avec les espoirs en réalisant un doublé contre la Biélorussie le 4 septembre 2020. Les jeunes néerlandais s'imposent par sept buts à zéro ce jour-là. De nouveau buteur face à la Norvège quatre jours plus tard (2-0), il réalise un nouveau doublé face à la Biélorussie encore une fois, lors de la large victoire de son équipe le 15 novembre 2020 (5-0).
Avec les espoirs il participe au championnat d'Europe espoirs en 2021. Lors de cette compétition organisée en Hongrie il joue quatre matchs, tous en tant que titulaire, et inscrit trois buts. Le premier contre la Hongrie lors de la phase de groupe (victoire 6-1 des Pays-Bas) et les deux autres contre la France en quarts de finale. Son doublé permet à son équipe de s'imposer (2-1 score final). Les Pays-Bas affrontent l'Allemagne en demi-finale, contre laquelle elle s'incline (1-2).

#### Avec les A
Le 19 novembre 2019, il honore sa première sélection avec l'équipe nationale des Pays-Bas en entrant en jeu à la place de Memphis Depay lors du match de qualification pour l'Euro 2020 face à l'Estonie. Durant ce match il se fait remarquer en inscrivant également son premier but en sélection sur une passe décisive de Kevin Strootman, participant ainsi à la victoire des siens (5-0). Il devient ainsi le premier joueur né au 21e siècle à jouer et à marquer pour l'équipe nationale des Pays-Bas.

## Vie personnelle
Il possède la double-nationalité néerlandaise et ghanéenne, puisque ses parents sont ghanéens. Il est supporter de l'Ajax Amsterdam.
Son style de musique préférée est le rap américain. Il affectionne les jeux vidéo comme la série des NBA 2K et les Formula 1.

## Statistiques
| Saison                | Club                  | Championnat           | Championnat | Championnat | Championnat | Coupe(s) nationale(s) | Coupe(s) nationale(s) | Coupe(s) nationale(s) | Compétition(s) continentale(s) | Compétition(s) continentale(s) | Compétition(s) continentale(s) | Compétition(s) continentale(s) | Pays-Bas | Pays-Bas | Pays-Bas | Total | Total | Total |
| Saison                | Club                  | Division              | M.          | B.          | P.d.        | M.                    | B.                    | P.d.                  | Comp.                          | M.                             | B.                             | P.d.                           | M.       | B.       | P.d.     | M.    | B.    | P.d.  |
| 2017-2018             | AZ Alkmaar            | Eredivisie            | 1           | 0           | 0           | -                     | -                     | -                     | -                              | -                              | -                              | -                              | -        | -        | -        | 1     | 0     | 0     |
| 2018-2019             | AZ Alkmaar            | Eredivisie            | 8           | 3           | 2           | -                     | -                     | -                     | C3                             | 2                              | 0                              | 0                              | -        | -        | -        | 10    | 3     | 2     |
| 2019-2020             | AZ Alkmaar            | Eredivisie            | 24          | 14          | 6           | 2                     | 0                     | 0                     | C3                             | 13                             | 6                              | 4                              | 1        | 1        | 0        | 40    | 21    | 10    |
| 2020-2021             | AZ Alkmaar            | Eredivisie            | 31          | 15          | 1           | 1                     | 0                     | 0                     | C1+C3                          | 2+4                            | 0+0                            | 1+0                            | -        | -        | -        | 38    | 15    | 2     |
| Sous-total            | Sous-total            | Sous-total            | 64          | 32          | 9           | 3                     | 0                     | 0                     | -                              | 21                             | 6                              | 5                              | 1        | 1        | 0        | 89    | 39    | 14    |
| 2021-2022             | AS Monaco             | Ligue 1               | 31          | 4           | 1           | 3                     | 1                     | 0                     | C1+C3                          | 1+7                            | 0+1                            | 0                              | -        | -        | -        | 42    | 6     | 1     |
| 2022-2023             | AS Monaco             | Ligue 1               | 12          | 3           | 0           | -                     | -                     | -                     | C3                             | 4                              | 0                              | 0                              | -        | -        | -        | 16    | 3     | 0     |
| 2023-2024             | AS Monaco             | Ligue 1               | 9           | 1           | 0           | 1                     | 0                     | 0                     | -                              | -                              | -                              | -                              | -        | -        | -        | 10    | 1     | 0     |
| Sous-total            | Sous-total            | Sous-total            | 52          | 8           | 1           | 4                     | 1                     | 0                     | -                              | 12                             | 1                              | 0                              | -        | -        | -        | 68    | 10    | 1     |
| 2023-2024             | FC Twente (prêt)      | Eredivisie            | 11          | 3           | 0           | -                     | -                     | -                     | -                              | -                              | -                              | -                              | -        | -        | -        | 11    | 3     | 0     |
| 2024-2025             | VfL Bochum (prêt)     | Bundesliga            | 19          | 9           | 0           | 1                     | 0                     | 0                     | -                              | -                              | -                              | -                              | -        | -        | -        | 20    | 9     | 0     |
| Total sur la carrière | Total sur la carrière | Total sur la carrière | 146         | 52          | 10          | 8                     | 1                     | 0                     | -                              | 33                             | 7                              | 5                              | 1        | 1        | 0        | 188   | 61    | 15    |

### Match international
| Match international de Myron Boadu | Match international de Myron Boadu | Match international de Myron Boadu      | Match international de Myron Boadu | Match international de Myron Boadu | Match international de Myron Boadu | Match international de Myron Boadu                               |
|                                    | Date                               | Lieu                                    | Adversaire                         | Résultat                           | Compétition                        | Notes                                                            |
| ---------------------------------- | ---------------------------------- | --------------------------------------- | ---------------------------------- | ---------------------------------- | ---------------------------------- | ---------------------------------------------------------------- |
| 1.                                 | 19 novembre 2019                   | Johan Cruyff Arena, Amsterdam, Pays-Bas | Estonie                            | 5 - 0                              | Éliminatoires Euro 2020            | Entré en jeu à la place de Memphis Depay à la 46e minute de jeu. |

#### But international
| But en sélection de Myron Boadu | But en sélection de Myron Boadu | But en sélection de Myron Boadu         | But en sélection de Myron Boadu | But en sélection de Myron Boadu | But en sélection de Myron Boadu | But en sélection de Myron Boadu |
|                                 | Date                            | Lieu                                    | Adversaire                      | Score                           | Résultat                        | Compétition                     |
| ------------------------------- | ------------------------------- | --------------------------------------- | ------------------------------- | ------------------------------- | ------------------------------- | ------------------------------- |
| 1.                              | 19 novembre 2019                | Johan Cruyff Arena, Amsterdam, Pays-Bas | Estonie                         | 5 - 0                           | 5 - 0                           | Éliminatoires Euro 2020         |